# Andrew Lawrenceson Smith

Andrew Lawrenceson Smith også kendt som Anders Lauritzen Smith (født i Braco omkring 1620, død 14. december 1692) var en skotsk håndværker, træskulptør og maler som var central i stavangerrenessansen og udsmykningen af Stavanger Domkirke.
Da Anders Smith kom til Norge, bosatte han sig først i Bergen. Han arbejdede der for billedskæreren Peter Negelsen. De har givetvis været sammen om udsmykningen af Borgund kirke. Han boede i Bergen til omkring 1650, flyttet til Stavanger i 1658 og senere til Sola, hvor han købte gården Håland. Anders Smith var sandsynligvis gift første gang i Bergen, men navnet på kone er ukendt. Han blev gift anden gang med Maren Knutsdatter fra Sola. Han havde fire barn.
Anders Smith regnes som en af de allerstørste kunstnerne inden for bruskbarokstilen. Det kaldes bruskbarok fordi udskæringerne minder om buerne i et øre. I 1650'erne fik han til opgave at udføre en ny prædikestol til Stavanger Domkirke af lensherren Henrik Below. Den endelige stol blev sat op i 1658 og er betegnet som et af de mest betydelige kunstværker i Norge fra barokken.[kilde mangler] I tillæg lavede han de fem familieepitafier som hænger på væggene i våbenhuset og i sideskibene. Han har også fremstillet flere altertavler og anden kirkekunst i Rogaland. Stavanger Museum har en samling af hans arbejder.

## Galleri
- Adam og Eva i Edens have fremstillet i form af træfigurer i relief på prædikestolen i Stavanger Domkirke.
- "Samson dreper løven", søjleskulptur under prædikestolen af Anders Smith.
- Våbenskjold for Matias Tausan i Stavanger Domkirke, skåret af Anders Smith til epitafet for Tausan og hans to koner.